# Arturo Rivera Damas
Arturo Rivera Damas (San Esteban Catarina, 30 settembre 1923 – San Salvador, 26 novembre 1994) è stato un arcivescovo cattolico salvadoregno.

## Biografia
Arturo Rivera Damas nacque a San Esteban Catarina, nel dipartimento di San Vicente, il 30 settembre 1923 in una famiglia borghese.

### Formazione e ministero sacerdotale
Il 19 settembre 1953 fu ordinato presbitero per la Società salesiana di San Giovanni Bosco. In un'occasione monsignor Rivera raccontò a un giornalista di essere entrato nella congregazione salesiana "perché voleva lavorare con i poveri, e poi sono stati i salesiani a fare la maggior parte".

### Ministero episcopale

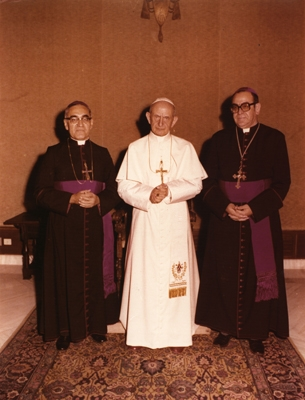
I vescovi Arturo Rivera e Óscar Romero vengono ricevuti in udienza da papa Paolo VI, sei settimane prima della morte di quest'ultimo.

Il 30 luglio 1960 papa Giovanni XXIII lo nominò vescovo ausiliare di San Salvador e titolare di Legia. Ricevette l'ordinazione episcopale il 23 ottobre successivo dall'arcivescovo metropolita di San Salvador Luis Chávez y González, co-consacranti il vescovo di San Vicente Pedro Arnoldo Aparicio y Quintanilla e il vescovo ausiliare di San Salvador Rafael Valladares y Argumedo.
Alla luce del fermento di idee sociali alla diffusesi dopo la conferenza generale degli episcopati latinoamericani di Medellín del 1968, alla quale monsignor Rivera partecipò come delegato dei vescovi salvadoregni, negli anni '70 nuove idee pastorali si diffusero in tutta l'arcidiocesi. Rivera sostenne l'opera pastorale intrapresa da padre Rutilio Grande nelle aree rurali dell'arcidiocesi, oltre a sostenere le innovazioni pastorali e teologiche che venivano portate avanti dai gesuiti. Tuttavia, la gerarchia della Chiesa apparentemente disapprovava la sua azione perché, quando l'arcivescovo Chávez y González nel 1977 si ritirò per raggiunti limiti di età, scelse come suo successore monsignor Óscar Romero, fino a quel momento vescovo di Santiago de María, percepito come più conservatore, con sgomento dei liberali e trascurando Rivera. A quel tempo, egli era stato etichettato come un "vescovo rosso" a causa del suo attivismo.
Il 19 settembre 1977 papa Paolo VI lo promosse vescovo di Santiago de María. Durante il ministero di Romero, monsignor Rivera era generalmente l'unico suo alleato nei voti della Conferenza episcopale. In questo periodo, tra il 1977 e il 1980, monsignor Rivera cercò di applicare gli insegnamenti del Concilio Vaticano II e della conferenza generale degli episcopati latinoamericani tenutasi a Medellín nel 1968, mantenendo un'attiva collaborazione con monsignor Romero.
Il 24 marzo 1980 monsignor Romero fu assassinato. Nell'aprile di quell'anno, papa Giovanni Paolo II nominò Rivera amministratore apostolico dell'arcidiocesi di San Salvador. Continuò la linea pastorale di Romero e il 28 febbraio 1983 il pontefice lo elevò ad arcivescovo metropolita di quella sede.
Il ministero episcopale di Rivera coincise con un periodo delicato. Il prelato subì numerose minacce alla sua vita per aver mantenuto una chiara linea di denuncia delle ingiustizie e dei crimini di guerra, in termini enfatici. Nel 1983, organizzò un ricevimento per papa Giovanni Paolo II durante la sua prima visita in El Salvador. Nel 1984, monsignor Rivera e il suo vescovo ausiliare, monsignor Gregorio Rosa Chávez, parteciparono come mediatori agli incontri di dialogo a La Palma e Ayagualo, tra il governo e le forze ribelli dell'Fronte Farabundo Martí per la Liberazione Nazionale (FMLN), promuovendo con forza l'opzione di una soluzione negoziata come unica via d'uscita dalla guerra civile salvadoregna. Nel 1985 partecipò nuovamente come mediatore insieme a Ignacio Ellacuría, rettore dell'Università centroamericana "José Simeón Cañas" (UCA), nelle trattative per ottenere la liberazione di Inés Guadalupe Duarte, figlia del Presidente della Repubblica, José Napoleón Duarte, rapita dall'FMLN. Nel 1987 l'arcivescovo promosse un nuovo incontro di dialogo tra il governo e i guerriglieri nella nunziatura apostolica di San Salvador. Nel 1989 Rivera dovette affrontare una grave crisi nell'arcidiocesi quando sei sacerdoti gesuiti furono assassinati nelle strutture dell'UCA da una squadra delle Forze armate di El Salvador (FAES). In questo massacro morì il gesuita Ignacio Ellacuría, suo amico e consigliere. Secondo quanto riferito, Rivera disse ad Alfredo Cristiani, presidente di El Salvador, di inviare soldati fuori dai suoi uffici. "Non fraintendetemi", disse Rivera al presidente "Non è che mi fidi dei soldati. Ma se vengo ucciso, voglio che sia chiaro chi è stato".
Monsignor Rivera Damas venne minacciato da estremisti di destra, tra cui la Brigata Anti-Comunista Maximiliano Hernández, uno squadrone della morte. Il presule chiese inoltre all'amministrazione Reagan di porre fine alla sua ingerenza in America Centrale e di non aggravare ulteriormente i conflitti in El Salvador e nei paesi vicini.
Nel 1982 gli fu assegnato il Premio Shalom dall'Università Cattolica di Eichstätt-Ingolstadt.
Le pressioni della comunità internazionale e della Chiesa cattolica all'inizio degli anni '90 costrinsero il governo e l'FMLN ad avviare il processo negoziale che portò alla fine della guerra e alla firma degli accordi di pace di Chapultepec del 1992. Benché monsignor Rivera non abbia partecipato direttamente in qualità di mediatore alla trattativa finale, collaborò come osservatore all'attuazione degli accordi. Negli ultimi anni del suo ministero promosse con forza il processo di canonizzazione del suo predecessore Óscar Romero, che considerava un martire per la Chiesa. Infatti, dal 1983 fino all'accordo di pace del 1992, il vescovo Rivera, insieme al vescovo tedesco di Santo Domingo de los Colorados Emil Stehle fu attivamente coinvolto nella mediazione con l'organizzazione guerrigliera FMLN per porre fine alla guerra civile. Per questo fu candidato per il Premio Nobel per la pace del 1994 insieme al vescovo Stehle.
Fu presidente del Segretariato episcopale dell'America Centrale e Panama dal 1984 al 1988 e presidente della Conferenza episcopale di El Salvador dal 1992 al 1994.
Morì a San Salvador il 26 novembre 1994 all'età di 71 anni a causa di un infarto. È sepolto nella cattedrale metropolitana del Divino Salvatore del Mondo a San Salvador, accanto alla tomba di monsignor Romero. Nel 1996, durante la sua seconda visita in El Salvador, papa Giovanni Paolo II disse che Rivera "entrò nell'eternità dopo aver visto spuntare all'orizzonte la pace per la quale, accanto agli altri Vescovi del Salvador, aveva lavorato instancabilmente".
Nel 2004 venne inaugurata a San Salvador una piazza chiamata "Monseñor Arturo Rivera y Damas, Artesano de la Paz".

## Genealogia episcopale
La genealogia episcopale è:
- Cardinale Scipione Rebiba
- Cardinale Giulio Antonio Santori
- Cardinale Girolamo Bernerio, O.P.
- Arcivescovo Galeazzo Sanvitale
- Cardinale Ludovico Ludovisi
- Cardinale Luigi Caetani
- Cardinale Ulderico Carpegna
- Cardinale Paluzzo Paluzzi Altieri degli Albertoni
- Papa Benedetto XIII
- Papa Benedetto XIV
- Papa Clemente XIII
- Cardinale Marcantonio Colonna
- Cardinale Giacinto Sigismondo Gerdil, B.
- Cardinale Giulio Maria della Somaglia
- Cardinale Carlo Odescalchi, S.I.
- Cardinale Costantino Patrizi Naro
- Cardinale Lucido Maria Parocchi
- Vescovo Manuel Francisco Vélez
- Arcivescovo Antonio Adolfo Pérez y Aguilar
- Vescovo Juan Antonio Dueñas y Argumedo
- Arcivescovo Luis Chávez y González
- Arcivescovo Arturo Rivera Damas